# Plana Alta
Plana Alta é uma comarca da Comunidade Valenciana, na Espanha. Está localizada na província de Castelló, e sua capital é o município de Castelló de la Plana. Limita com as comarcas de Alcalatén, Baix Maestrat, Plana Baixa, Alt Maestrat, e com o mar Mediterrâneo.

## Municípios
| Município            | População | Superfície | Densidade       |
| -------------------- | --------- | ---------- | --------------- |
| Castelló de la Plana | 180 114   | 108,80     | 1655,45         |
| Almazora             | 25 945    | 33,00      | 786,21          |
| Benicasim            | 18 524    | 36,10      | 513,13          |
| Oropesa del Mar      | 10 088    | 26,40      | 382,12          |
| Torreblanca          | 5 718     | 29,80      | 191,87          |
| Borriol              | 5 180     | 61,00      | 84,91           |
| Vall d'Alba          | 3 036     | 52,90      | 57,39           |
| Cabanes              | 3 019     | 131,60     | 22,94           |
| Sant Joan de Moró    | 2 938     | 29,10      | 100,96          |
| Cuevas de Vinromá    | 2 049     | 136,40     | 15,02           |
| Vilafamés            | 1 951     | 70,40      | 27,71           |
| Benlloch             | 1 211     | 43,50      | 27,83           |
| La Pobla Tornesa     | 1 165     | 25,80      | 45,15           |
| Sierra Engarcerán    | 1 054     | 82,00      | 12,85           |
| Vilanova d'Alcolea   | 703       | 68,40      | 10,27           |
| Torre Endoménech     | 265       | 3,20       | 82,81           |
| Sarratella           | 103       | 18,80      | 5,47            |
| Total                | 263 063   | 957 km²    | 274,88 hab./km² |